# Miroslav Kollár
Miroslav Kollár (ur. 13 sierpnia 1969 w Nitrze) – słowacki polityk, dziennikarz i samorządowiec, burmistrz Hlohovca, poseł do Rady Narodowej.

## Życiorys
W 1991 ukończył studia biznesowe w Wyższej Szkole Ekonomicznej w Bratysławie. W latach 90. pracował jako redaktor i wydawca w różnych czasopismach. Od 2000 był związany z instytutem badawczym Inštitút pre verejné otázky, pełnił w nim funkcje dyrektora programowego (2000–2006) i dyrektora wykonawczego (2014). W latach 2002–2004 był dyrektorem wykonawczym zajmującego się mediami instytutu Mediálny inštitút. W 2007 został współwłaścicielem firmy konsultingowej z branży medialnej, w tym samym roku założył też klub tenisowy HTC Hlohovec.
Był członkiem organów słowackich nadawców publicznych – rady STV (2002–2008) oraz rady RTVS (2011–2013); pełnił funkcję przewodniczącego tych instytucji (2002–2008 i 2011–2013). Między 2008 a 2009 był dyrektorem generalnym i przewodniczącym rady dyrektorów słowackiej agencji prasowej SITA. W 2014 wybrano go na urząd burmistrza Hlohovca, funkcję tę pełnił przez dwie kadencje do 2022. Zajmował też stanowisko wiceprzewodniczącego zrzeszającej słowackie miasta organizacji Únia miest Slovenska.
W 2019 dołączył do partii Dla Ludzi, którą założył Andrej Kiska. W wyborach w 2020 z jej ramienia uzyskał mandat posła do Rady Narodowej. W 2021 opuścił swoje ugrupowanie i jego frakcję parlamentarną. Wstąpił następnie do partii SPOLU, we wrześniu 2021 został wybrany na jego przewodniczącego. W marcu 2023 ugrupowanie przekształciło się Demokratów, a na jego czele stanął premier Eduard Heger; Miroslav Kollár przeszedł wówczas na funkcję wiceprzewodniczącego tej formacji.